# جامعة كوامي نكروماه للعلوم والتقانة
جامعة كوامي نكروماه للعلوم والتقانة (بالإنجليزية: Kwame Nkrumah University of Science and Technology)‏ هي جامعة عامة، وجامعة، تأسست في 1951، في غانا.